# Schizothorax raraensis
Schizothorax raraensis és una espècie de peix cipriniforme de la família dels ciprínids.

## Morfologia
Els mascles poden assolir els 24,5 cm de longitud total.

## Distribució geogràfica
Es troba al llac Rara (Nepal).